# Au Revoir Simone
Au Revoir Simone ist eine 2003 gegründete Indie-Pop-Gruppe aus Brooklyn, New York City. Zur Band gehören Erika Forster, Annie Hart und Heather D’Angelo.

## Geschichte
Forster und Hart lernten sich 2003 auf einer Zugreise von Vermont nach New York kennen. Sie wurden Freunde und begannen, gemeinsam Songs zu schreiben. D’Angelo und Sung Bin Park schlossen sich ihnen an, allerdings verließ Park die Gruppe wieder im Januar 2005.
Am 23. März 2005 erschien in den USA das Debütalbum Verses Of Comfort, Assurance & Salvation auf dem bandeigenen Label Our Secret Record Company. In Europa erschien das Album am 31. Oktober 2005 auf dem Label Moshi Moshi Records. Das Album wurde von Rod Sherwood produziert.
2007 wurde das zweite Studioalbum The Bird Of Music veröffentlicht, wiederum produziert von Rod Sherwood.
Das dritte Album der Band Still Night, Still Light wurde von Thom Monahan produziert und 2009 veröffentlicht.
2013 nahm das Trio ihr viertes Album Move in Spectrums auf. Es wurde von den Bandmitgliedern und Jorge Elbrecht von der Musikgruppe Violens koproduziert und am 24. September 2013 veröffentlicht.

## Diskografie
- Verses of Comfort, Assurance & Salvation (Moshi Moshi Records, 2005)
- The Bird of Music (Moshi Moshi Records, 2007)
- Still Night, Still Light (EU: Moshi Moshi Records, 24. April 2009 / US: Our Secret Record Company, 19. Mai 2009)
- Move in Spectrums (Moshi Moshi Records, 2013)

## Sonstiges
- Der Bandname bezieht sich auf eine Szene aus Tim Burtons Film Pee-Wee’s Big Adventure.[4]
- Ihr Song Through the Backyards wurde in der TV-Serie Grey’s Anatomy verwendet.[1]
- Der Song Stay Golden wurde auch im Film Anna M. von Michel Spinosa eingesetzt.
- Sad Song ist Teil des Soundtracks von Til Schweigers Film Keinohrhasen.
- Back in Time, Through the Backyards, Stay Golden sowie Lark dienten dem Film Früher oder später von Ulrike von Ribbeck als Filmmusik.
- Für einen Remix des belgischen Elektro-Duos Aeroplane nahmen sie 2008 den Song Paris von Friendly Fires neu auf
- Der Song Another Likely Story wurde in der 22. Folge, der 5. Staffel von Grey’s Anatomy verwendet.
- Der Song The Lucky One wurde in der 12. Folge der 5. Staffel von The L Word – Wenn Frauen Frauen lieben verwendet.
- Der Song Anywhere You Looked wurde in der 2. Folge der 2. Staffel von Covert Affairs verwendet.
- Der Song Lark wurde in der 4. Folge und der Song A Violent Yet Flammable World in der 9. Folge der 3. Staffel von Twin Peaks verwendet.[5] Dort tritt die Band auch selbst in Erscheinung und spielt die Lieder.[5]
- Die Songs Back in Time, Take Me as I Am und All or Nothing wurden in dem Spielfilm Please Stand By (2017) von Ben Lewin verwendet.